# Tauroggenská konvence

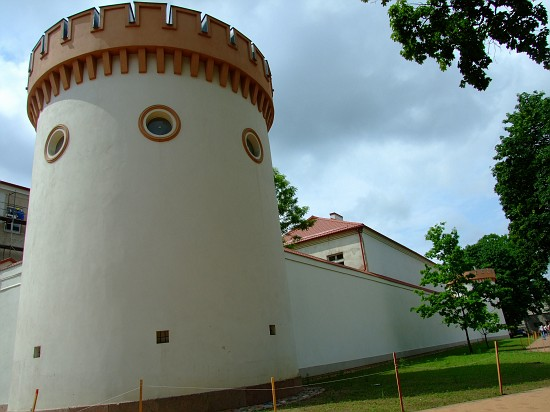
Tzv. Hrad v Taurage, dřívější Tauroggen.

Tauroggenská konvence je separátní příměří uzavřené 30. prosince 1812 v Tauroggenu (dnešním litevském městě Taurage) mezi Pruskem a Ruskem.

## Obsah konvence
Dohodu podepsali za Prusko generál Hans David Ludwig Graf Yorck von Wartenburg, za ruskou stranu pak generál Hans Karl Dibič. Yorckův podpis je významným činem v pruské historii, kdy se tato země odpoutala od spojenectví s Napoleonovou Francií a vyhlásila neutralitu. Jednou z příčin byla i předchozí protinapoleonská rebelie v Porýní. Pruské vojenské jednotky, které podporovaly francouzské tažení do Ruska, vedl do té chvíle francouzský maršál Jacques MacDonald. Yorck tuto konvenci předjednával s protistranou, kterou zastupoval Carl von Clausewitz.
Konvence se stala základem následné rusko-pruské aliance proti Napoleonovi, která byla formulována v Kališské smlouvě z roku 1813.